# اولا سولباکن
اولا سولباکن (انگلیسی: Ola Solbakken؛ زادهٔ ۷ سپتامبر ۱۹۹۸) بازیکن فوتبال اهل نروژ است که به صورت قرضی برای باشگاه فوتبال المپیاکوس بازی می‌کند.
وی همچنین در تیم‌های ملی فوتبال زیر ۱۷ سال و بزرگسالان نروژ بازی کرده‌است.

## آمار ملی

### بازی‌های ملی
تا تاریخ ۱۲ اکتبر ۲۰۲۳
| نروژ  | نروژ | نروژ |
| سال   | بازی | گل   |
| ----- | ---- | ---- |
| ۲۰۲۱  | ۲    | ۰    |
| ۲۰۲۲  | ۲    | ۰    |
| ۲۰۲۳  | ۷    | ۱    |
| مجموع | ۱۱   | ۱    |

### گل‌های ملی
| شماره | تاریخ        | میزبان | بازی ملی | حریف | نتیجه | رقابت                         |
| ----- | ------------ | ------ | -------- | ---- | ----- | ----------------------------- |
| ۱     | ۲۰ ژوئن ۲۰۲۳ | اسلو   | ۸        | قبرس | ۳–۱   | مقدماتی جام ملت‌های اروپا ۲۰۲۴ |